# Trichomanes fraseri
Trichomanes fraseri là một loài dương xỉ trong họ Hymenophyllaceae. Loài này được Jenman mô tả khoa học đầu tiên năm 1896.
Danh pháp khoa học của loài này chưa được làm sáng tỏ. 